# Aubigné-sur-Layon
Aubigné-sur-Layon település Franciaországban, Maine-et-Loire megyében. Lakosainak száma 349 fő (2022. január 1.). Aubigné-sur-Layon Montilliers, Bellevigne-en-Layon, Lys-Haut-Layon és Terranjou községekkel határos.

## Népesség
A település népességének változása:
| Lakosok száma | 324  | 257  | 263  | 361  | 369  | 367  | 366  | 368  | 365  | 349  |
|               | 1968 | 1982 | 1990 | 2006 | 2013 | 2015 | 2017 | 2019 | 2020 | 2022 |